# Outer Banks (série de televisão)
Outer Banks é uma série de televisão norte-americana de drama criada por Josh Pate, Jonas Pate e Shannon Burke. A primeira temporada, lançada na Netflix em 15 de abril de 2020, foi elogiada por ter uma boa premissa, seu toque de drama, alternando entre suspense e surpresa.
As gravações de Outer Banks acontecem no Estado da Carolina do Sul (EUA). Existe uma Outer Banks real, que é um conjunto de ilhas, mas está localizada na Carolina do Norte.
Em 24 de julho de 2020, a série foi renovada para uma segunda temporada, lançada em 30 de julho de 2021.
A Netflix renovou Outer Banks para sua 3 temporada no dia 7 de dezembro de 2021.

## Premissa
Outer Banks se passa em uma cidade costeira ao longo de Outer Banks da Carolina do Norte, onde há uma divisão social gritante entre residentes sazonais ricos e moradores da classe trabalhadora (que têm os apelidos de "Kooks" e "Pogues", respectivamente). O show segue um grupo de pessoas Pogue que moram no The Cut e estão determinados a descobrir o que aconteceu com o pai desaparecido do líder do grupo, John B. Ao longo do caminho, eles descobrem um tesouro lendário que está ligado ao pai de John B.
Perseguidos pela lei e por um rico grupo de Kooks do Figure Eight, os Pogues buscam superar obstáculos como amor, luta, amizade e dinheiro.

## Elenco

### Elenco principal
| Atores          | Personagens       |
| --------------- | ----------------- |
| Chase Stokes    | John B. Routledge |
| Madelyn Cline   | Sarah Cameron     |
| Rudy Pankow     | JJ Maybank        |
| Madison Bailey  | Kiara Carrera     |
| Jonathan Daviss | Pope Heyward      |
| Carlacia Grant  | Cleo              |

## Episódios
| Temporadas | Episódios | Episódios | Lançado originalmente   | Lançado originalmente   |
| ---------- | --------- | --------- | ----------------------- | ----------------------- |
| 1          | 10        | 10        | 15 de abril de 2020     | 15 de abril de 2020     |
| 2          | 10        | 10        | 30 de julho de 2021     | 30 de julho de 2021     |
| 3          | 10        | 10        | 23 de fevereiro de 2023 | 23 de fevereiro de 2023 |
| 4          | 10        | 5         | 10 de outubro de 2024   | 10 de outubro de 2024   |
| 4          | 10        | 5         | 7 de novembro de 2024   | 7 de novembro de 2024   |

### 1.ª temporada (2020)
| N.º | Título                                 | Dirigido por  | Escrito por                                                                          | Lançamento          |
| --- | -------------------------------------- | ------------- | ------------------------------------------------------------------------------------ | ------------------- |
| 1 | "Pilot" "Piloto"                       | Jonas Pate    | Josh Pate & Jonas Pate & Shannon Burke                                               | 15 de abril de 2020 |
| Outer Banks é o "Paraíso na Terra", uma ilha habitada por dois grupos distintos – os Kooks e os Pogues. John B é um Pogue, junto com seus melhores amigos JJ , Kiara e o cérebro da operação, Pope . O pai de John B desapareceu há nove meses no mar procurando por um naufrágio, mas ele acredita que seu pai ainda esteja vivo. O episódio começa com o furacão Agatha inesperadamente salvando John B dos serviços de assistência à infância (que querem colocá-lo em um orfanato por causa da ausência de um tutor legal). O furacão destrói a cidade e causa devastação em seu rastro. Saindo em seu barco, JJ e John B vão para a água e conseguem convencer Pope a desafiar seu pai e partir com Kiara. No pântano, eles encontram um pequeno naufrágio e, ao mergulhar para examiná-lo, encontram uma chave de motel. Sem que eles saibam, um corpo morto aparece na praia de um homem chamado Scooter , que por acaso é dono do barco naufragado. Enquanto John B e os outros vão até a delegacia de polícia para tentar relatar o que encontraram, as consequências do furacão causam caos na delegacia e os policiais dizem para eles irem embora. Usando a chave, os quatro amigos investigam o quarto do motel e encontram um mapa com coordenadas para "The Big Swell". Eles também encontram um número para o cofre - 61666. Lá dentro, eles encontram uma pilha inteira de dinheiro e uma arma. JJ rapidamente pega a arma quando a polícia chega e começa a bisbilhotar, vasculhando o cofre e tirando as fotos escondidas dentro enquanto os meninos se escondem do lado de fora da janela assistindo a tudo acontecer. Depois de roubar parte do dinheiro do cofre mais cedo, o grupo discute o que eles devem fazer e se é melhor para eles pegarem de volta, especialmente depois de ver Scooter aparecer na praia. Eles não fazem isso, no entanto, e em vez disso decidem dar uma festa por enquanto, onde eles conhecem Sarah Cameron , a garota de ouro da gangue rival Kooks. Infelizmente, uma briga começa entre os Pogues e Kooks - mais especificamente John B e Topper, que termina com JJ revelando sua arma e atirando para o céu para acabar com a briga. O xerife Peterkin fala com John B pela manhã sobre os destroços, dando a ele a opção de ficar longe dos pântanos e esquecer o naufrágio em troca de ajudá-lo com seu problema de DCS. Pensando bem, John B percebe que isso pode significar que a polícia está escondendo algo. Desafiando as regras, os quatro decidem voltar para o naufrágio, desta vez com um tanque de mergulho, roubado do rico chefe de John B, Ward Cameron. John B investiga minuciosamente e encontra uma bolsa preta escondida em um dos compartimentos. John B volta para o ar após um encontro próximo com o delegado, mas um barco desonesto se aproxima rapidamente deles no pântano, abrigando dois homens suspeitos com uma espingarda seguindo em perseguição. Kie consegue detê-los com um pouco de engenhosidade, mas quem quer que sejam, eles claramente não querem que a bolsa preta seja levada. De volta à costa, eles abrem a caixa e inesperadamente encontram a bússola do pai de John B. |                                        |               |                                                                                      |                     |
| 2 | "The Lucky Compass" "Bússola da sorte" | Jonas Pate    | Shannon Burke                                                                        | 15 de abril de 2020 |
| John B traz de volta o equipamento de mergulho e é pego por Sarah. Ela concorda em não contar, mas sua irmã mais nova, Wheezie, está escondida no barco ouvindo a conversa deles. John B e JJ decidem tentar conversar com Lana, esposa de Scooter, para descobrir o significado da bússola. Quando eles chegaram, os dois homens que os perseguiam estavam gritando com Lana e jogando coisas ao redor. Depois que os homens partiram, John B e JJ foram ajudar e mostraram a bússola. Ela disse a John B que era perigoso ter e sair. Wheezie conta a Topper sobre John B pegando o equipamento de mergulho e Tooper confronta Sarah. Ela fica na defensiva, então Topper diz a Ward, o pai de Sarah, sobre o equipamento e ele dispara John B. John B abre a bússola do pai e encontra a palavra Redfield gravada na letra de seu pai.Navio mercante . O grupo se esconde no galinheiro até que eles saiam. O grupo vai para o farol de Redfield porque John B pensa que é para isso que serve. Kiara e John B sobem no farol, onde um homem lhes diz onde ele acha que o mercadorafundou. Quando John B mostra a bússola, ele envia um rádio para o xerife. JJ e Pope se afastam, então Kiara e John B precisam correr a pé, mas acabam sendo pegos. O pai de Kiara os expulsa e, enquanto John B está correndo para casa, ele é perseguido pelos dois homens novamente. Ele tenta pular uma cerca, mas é eletrocutado devido a fios pendurados. Os homens o alcançam, mas o xerife se aproxima e eles partem. John B decide dar a bússola ao xerife Peterkin. Quando John B chega em casa, ele olha para a árvore genealógica e percebe que o nome de solteira de sua bisavó é Redfield. John B, Kiara, JJ e Pope dirigem-se para o túmulo. A porta não se abre, então Kiara se encaixa em um buraco e encontra alguma coisa. |                                        |               |                                                                                      |                     |
| 3 | "The Forbidden Zone" "Zona proibida"   | Cherie Nowlan | Josh Pate                                                                            | 15 de abril de 2020 |
| Kiara encontra um envelope no túmulo de Redfield contendo um mapa mostrando a localização do naufrágio do Mercador Real . Também no envelope está um gravador com o pai de John B falando. O pai de John B diz para ele terminar o que começou. Eles descobrem que existem 400 milhões de dólares no Merchant, então eles apresentam um plano para obtê-lo. Ward dá a Rafe dinheiro para comprar mais geradores de reserva, mas ele compra uma motocicleta. Rafe então vai à Barry's, para conseguir drogas para vender. No entanto, Rafe não tem dinheiro para as drogas, então ele é forçado a deixar sua bicicleta como garantia. Barry dá a ele dois dias para vender as drogas e dá seu dinheiro. John B, JJ, Kiara e Pope vão para o pátio de salvamento. O objetivo deles é conseguir um drone com uma câmera, para que eles possam tentar encontrar e explorar os destroços. Kiara finge ter um pneu furado para distrair o guarda, enquanto os meninos tentam pegar o drone. JJ não tem o código correto para a fechadura e o cão de guarda vem na direção deles. O guarda de segurança percebe o que está acontecendo e ele os persegue. Pope e JJ fogem, mas John B fica e quebra a fechadura com um cano. Ele pega o drone enquanto JJ fala com o segurança, como ele o conhece. O segurança o deixa ir por causa disso. Mais tarde, um pescador encontra em suas redes os dois homens que estavam perseguindo a bússola. O xerife Peterkin é chamado para dar uma olhada. Enquanto Pope e JJ estão entregando mantimentos, Rafe e Topper pulam Pope. Em retaliação, Pope e JJ puxam o plugue do barco de Topper e ele afunda. O grupo inicia a busca com o drone sobre as coordenadas e eles encontram o navio a quase 1000 pés de profundidade. |                                        |               |                                                                                      |                     |
| 4 | "Spy Games" "Espiões"                  | Cherie Nowlan | Jonas Pate                                                                           | 15 de abril de 2020 |
| O grupo explora os destroços e percebe que o ouro não está lá. Eles decidem retirar o drone e voltar para casa. Quando John B chega em casa, Cheryl, da DCS, está esperando com um Thomas, um xerife, para levá-lo a um lar adotivo. Ele consegue escapar, soltando a foto do pai pela janela do carro e fugindo. Ele pega uma bicicleta, corre em uma corrente e a vira. Quando isso acontece, Sarah está andando e o encontra. Sarah leva John B para tirar a foto do pai e depois para a casa dela. Topper encontra seu barco afundado e sua mãe o repreende pelo dano. Topper, Rafe e Kelce deduzem que foi Pope quem puxou a ficha do barco. Sarah e John B chegam ao Cameron's. Enquanto Sarah limpa a ferida, John B pergunta sobre um retrato na parede do escritório de seu pai. Ela explica que a pessoa é Denmark Tanny, e que ele criou Tannyhill. John B reconhece o nome e percebe que Tanny sobreviveu aos destroços. John B diz que precisa ir aos arquivos de Chapel Hill e Sarah decide ir com ele. JJ, Pope e Kiara vão ao cinema onde Topper e Rafe estão lá e dizem a Pope que sabem o que ele fez. Uma briga começa entre os dois grupos, então Kiara incendeia a tela do cinema como uma distração para Rafe e Topper partirem. |                                        |               |                                                                                      |                     |
| 5 | "MidSummers" "Festa de Verão"          | Jonas Pate    | Josh Pate & Shannon Burke                                                            | 15 de abril de 2020 |
| O xerife Peterkin tenta fazer com que JJ traga John B, oferecendo-se para mantê-lo fora da prisão juvenil, mas depois que seu pai abusivo quase o mata pela restituição que JJ deve pelo barco de Topper, JJ foge de casa e ajuda John B a escapar do esquadrão policial que Peterkin enviou para a residência de Routledge. Peterkin também sabe sobre o Merchant graças a um benfeitor misterioso que também tem a bússola, mais tarde revelado ser Ward. Os Pogues invadem a festa de MidSummers, onde John B diz a Sarah para trazer um mapa de Tannyhill (onde a carta de Denmark Tanny, encontrada nos pertences de Big John Routledge, revela que o ouro está). Topper vai a Tannyhill para se desculpar por perseguir Sarah sobre onde ela estava no dia anterior, mas encontra Wheezie no quarto de Sarah; pressionado por Topper, Wheezie revela onde Sarah está. Topper aparece em Hawk's Nest para ver John B e Sarah se beijando e ataca John B, levando-o ao hospital. Sarah conta tudo a Ward e Ward se oferece para ser o tutor legal de John B. John B aceita a oferta de Ward. |                                        |               |                                                                                      |                     |
| 6 | "Parcel 9" "Parcela 9"                 | Jonas Pate    | História por : Keith Josef Adkins Roteiro por : Keith Josef Adkins and Kathleen Hale | 15 de abril de 2020 |
| Os Pogues deduzem, graças a Pope, que o ouro está em um poço antigo no porão da casa dos Crain; John B traz Sarah para ajudar. Kiara e Sarah têm uma briga feia e vão embora. Depois de pagar o traficante de Rafe, Ward expulsa Rafe de casa por ser irresponsável. Kiara revela um pouco de sua história com Sarah para Pope. Peterkin encontra os óculos de Big John na ilha em que Scooter estava durante a tempestade e deduz que as mortes de Big John, Scooter e os dois homens que estavam perseguindo os Pogues estão conectadas. Sarah e Kiara resolvem seus problemas; na casa dos Crain, as meninas desativam os sensores de movimento; os meninos vão até o porão para recuperar o ouro, mas o barulho acorda a Sra. Crain. John B encontra os ossos do Sr. Crain no fundo do poço, mas também encontra o ouro quase por acidente. A Sra. Crain tenta atacar Kiara, mas Sarah a puxa para um lugar seguro. As meninas se juntam aos meninos enquanto a Sra. Crain arromba a porta da sala. A Sra. Crain tenta atirar nos Pogues, mas eles escapam com algumas barras de ouro. |                                        |               |                                                                                      |                     |
| 7 | "Dead Calm" "Calmaria"                 | Valerie Weiss | Kathleen Hale                                                                        | 15 de abril de 2020 |
| Ward ouve Sarah e John B falando sobre o ouro e sabota o plano dos Pogues, insistindo que John B vá pescar com ele. Os Pogues tentam penhorar a única pepita de ouro que Kiara faz, mas são emboscados por um traficante de drogas chamado Barry. Os Pogues incapacitam Barry e recuperam a pepita. JJ rouba o dinheiro de Barry e volta para casa, mas não dá certo. JJ enfrenta Luke e vai embora, antes de gastar o dinheiro em uma banheira de hidromassagem. Quando Kiara e Pope aparecem, JJ desaba, revelando que ele conseguiu a banheira de hidromassagem para os Pogues - sua família. Sarah e John B fazem sexo em seu local secreto. Na viagem de pesca, enquanto tenta fazer com que John B faça parceria com ele para recuperar o ouro, Ward revela tudo o que sabe, incluindo "Redfield" - a última mensagem de Big John antes de seu desaparecimento. John B percebe que Ward estava envolvido no desaparecimento de Big John e vira o barco, com a intenção de entregar Ward à polícia. A última cena indica que Ward está prestes a atacar John B. |                                        |               |                                                                                      |                     |
| 8 | "The Runway" "A pista de pouso"        | Valerie Weiss | Rachel Sydney Alter                                                                  | 15 de abril de 2020 |
| John B escapa para a praia e visita Lana, que revela que Ward roubou o mapa de Big John para o ouro e o deixou para morrer e Scooter encontrou a bússola de Big John com sua última mensagem para John B. John B tenta contar a Sarah; Ward engana Sarah para ficar longe de John B e também recupera o ouro da casa de Crain. Kiara e Pope brigam; Pope sai correndo de sua entrevista na manhã seguinte quando percebe que Ward está deixando a ilha com o ouro. Rafe também descobre que Ward e Sarah estão pegando um avião para as Bahamas . Lana finalmente revela tudo a Peterkin. Os Pogues, Rafe, Peterkin e Ward (com Sarah a reboque) convergem para a pista de pouso. Ward arrasta Sarah relutante para o avião com ele. John B força Ward a parar o avião. Kiara, Pope e JJ vão embora quando os policiais aparecem; Peterkin diz a Ward que está preso pelo assassinato de Big John. Quando Ward resiste, Peterkin aponta uma arma para ele; Rafe atira em Peterkin. |                                        |               |                                                                                      |                     |
| 9 | "The Bell Tower" "O campanário"        | Jonas Pate    | Dan Dworkin & Jay Beattie                                                            | 15 de abril de 2020 |
| Após o tiroteio do xerife, John foge enquanto Ward envia o avião carregando o ouro para as Bahamas e tenta salvar o xerife com a ajuda de Shoupe. No entanto, o xerife morre e Ward culpa o assassinato de John por proteger Rafe e tranca Sarah, que foge com a ajuda de sua irmã. Enquanto John foge, seus amigos tentam protegê-lo enquanto a polícia lidera uma caçada. Os Pogues decidem roubar o barco de Fórmula do pai de JJ para que John possa fugir da ilha enquanto Rafe o caça também; Pope está com o coração partido depois de confessar seu amor a Kiara. Enquanto John foge da caçada, ele é preso por Kelce e Topper, mas escapa brevemente; Topper depois engana a polícia, para que John e Sarah possam fugir depois que Rafe incendeia seu esconderijo. |                                        |               |                                                                                      |                     |
| 10 | "The Phantom" "Phantom"                | Jonas Pate    | Josh Pate & Shannon Burke                                                            | 15 de abril de 2020 |
| Ward confessa os crimes de Rose e Rafe quando Rose invadiu a área. John e Sarah continuam se escondendo; Ward intercepta a tentativa de Sarah de revelar a verdade a Shoupe, mas ela escapa do pai. Os Pogues roubam o Phantom , o barco do pai de JJ, enquanto John volta para casa para recuperar o ouro que ele guardou lá. Rafe e Barry atacam os Pogues, mas são dominados; no processo, Barry descobre que Rafe assassinou o xerife e implica que ele chantageará Rafe com ele. John e Sarah tentam escapar para o interior do Fantasma quando uma tempestade tropical atinge, mas a perseguição os força a entrar em mar aberto no meio da tempestade. John revela as ações de Ward pelo rádio, levando Shoupe a prendê-lo, mas o Fantasmavira-se na tempestade e presume-se que John e Sarah estão mortos. Enquanto seus amigos choram e Pope e Kiara iniciam um relacionamento, John e Sarah são resgatados por um barco de pesca que passa; com o barco a caminho de Nassau , eles percebem que agora têm a chance de recuperar o ouro. |                                        |               |                                                                                      |                     |

### Temporada 3 (2023)
|  | O resumo do enredo deste episódio pode ser muito longo ou excessivamente detalhado . Por favor, ajude a melhorá-lo removendo detalhes desnecessários e tornando-o mais conciso. ( Setembro de 2023 ) ( Saiba como e quando remover esta mensagem ) |

|  | O resumo do enredo deste episódio pode ser muito longo ou excessivamente detalhado . Por favor, ajude a melhorá-lo removendo detalhes desnecessários e tornando-o mais conciso. ( Setembro de 2023 ) ( Saiba como e quando remover esta mensagem ) |

## Produção

### Desenvolvimento
Em 3 de maio de 2019, foi anunciado que a Netflix havia ordenado à produção um pedido de série para uma primeira temporada composta por dez episódios. A série foi criada e produzida por Josh Pate, Jonas Pate e Shannon Burke. A série foi lançada em 15 de abril de 2020.

### Elenco
Juntamente com o anúncio inicial da série, foi relatado que Chase Stokes, Madelyn Cline, Madison Bailey, Jonathan Daviss, Rudy Pankow, Charles Esten, Austin North e Drew Starkey foram escalados para o papel principal. Em 2 de julho de 2019, Caroline Arapoglou se juntou ao elenco em um papel recorrente. Em 22 de outubro de 2020, Elizabeth Mitchell foi escalada para um papel recorrente na segunda temporada. Em 15 de abril de 2021, Carlacia Grant se juntou ao elenco da segunda temporada em um por recorrente.

### Filmagens

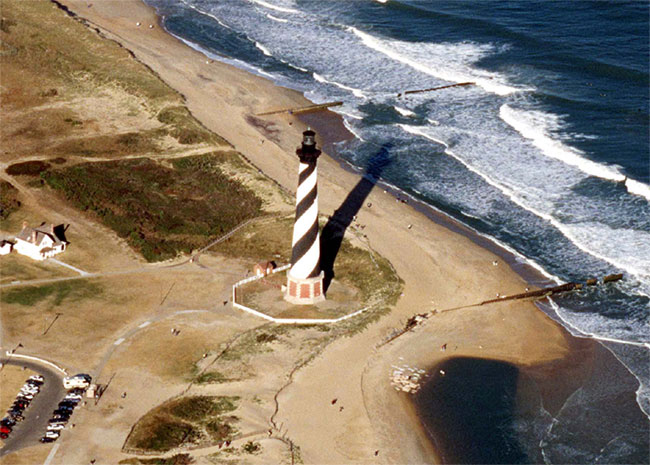
Cabo Hatteras, onde ocorreu as gravações da série

A fotografia principal da série começou em 1 de maio de 2019 em Charleston, Carolina do Sul. As filmagens para a segunda temporada começaram em 31 de agosto de 2020 e concluídas no final de janeiro de 2021.

## Recepção
No Rotten Tomatoes, a série possui uma classificação de aprovação de 63% com base em 8 avaliações, com uma classificação média de 7.5 / 10.
No Metacritic, ele tem uma pontuação média ponderada de 60 em 100 com base em 4 revisões, indicando "revisões mistas ou médias".